# Де-Монтань (Квебек)
Де-Монта́нь (фр. Deux-Montagnes — «Дві гори»)  — місто у провінції Квебек (Канада), у адміністративному регіоні Лорантиди. Частина регіонального муніципалітету Де-Монтань.